# Perdriel
Perdriel – miasto w Argentynie, w prowincji Mendoza, w departamencie Luján de Cuyo.
Według danych szacunkowych na rok 2010 miejscowość liczyła 8 531 mieszkańców.